# Михалёв, Стефан Борисович
Стефан Борисович Михалёв (1926—2014) — советский и белорусский учёный-физик, доктор технических наук, профессор.  Член-корреспондент Академии наук Белорусской ССР (1986). Лауреат Государственной премии СССР. Участник Великой Отечественной войны.

## Биография
Родился 10 марта 1926 года в деревне Кораблево, Смоленской области.
С 1943 года призван в ряды РККА, участник Великой Отечественной войны. В 1985 году за участие в войне был награждён орденом Отечественной войны 2-й степени. 
С 1950 по 1955 годы обучался в Одесском политехническом институте. С 1957 по 1967 годы работал инженер-технологом, заместителем и главным технологом Минского завода автоматических линий. С 1967 по 1992 годы С. Б. Михалёв работал директором Минского ЦНИ проектно-технологического института и одновременно с 1985 по 1992 годы — генеральным директором Научно-производственного объединения «Центрсистем»  Минпрома Белоруссии.
Основная научно-метадическая деятельность С. Б. Михалёва связана с вопросами автоматизации процесса управления производством и созданием автоматизированных систем проектирования в машиностроении и приборостроении, был автором 6 монографий и более 100 научных работ
В 1955 году защитил диссертацию на соискание учёной степени кандидата технических наук по теме: «Исследование и разработка методов изготовления высокоточных гильз», в 1974 году — докторскую диссертацию на тему: «Методологические основы автоматизации подготовки производства с использованием электронно-вычислительной техники». В 1982 году решениями ВАК С. Б. Михалёву было присвоено учёное звание — профессор.
В 1984 году «за разработку теоретических основ, создание и широкое внедрение систем организационного управления с использованием ЭВМ» С. Б. Михалёв был удостоен Государственной премии СССР.
В 1986 году С. Б. Михалёв был избран член-корреспондентом Академии наук Белорусской ССР.

## Награды
- Орден Отечественной войны II степени (06.04.1985[1])
- Два Ордена Трудового Красного Знамени (1971, 1981[2])
- Орден Дружбы народов (1986[2])
- Орден «Знак Почёта» (1966[2])
- Медаль «За победу над Германией в Великой Отечественной войне 1941—1945 гг.»

### Премии
- Государственная премия СССР (1984[6])